# Lupersat
 Lupersat  es una comuna (municipio) de Francia, en la región de Lemosín, departamento de Creuse, en el distrito de Aubusson y cantón de Bellegarde-en-Marche.
Su población en el censo de 1999 era de 354 habitantes.
Está integrada en la Communauté de communes Auzances-Bellegarde-en-Marche.

## Demografía
| 569 | 505 | 413 | 401 | 375 | 354 |
| Para los censos de 1962 a 1999 la población legal corresponde a la población sin duplicidades (Fuente: INSEE [Consultar]) |     |     |     |     |     |